# 해리 닐슨
해리 에드워드 닐슨 3세(영어: Harry Edward Nilsson III, 1941년 6월 15일 ~ 1994년 1월 15일)는 1970년대 초반에 절정기를 맞았던 미국의 싱어송라이터로, 닐슨(영어: Nilsson)이라는 이름으로 많이 알려져 있다. 닐슨의 작품은 보컬을 오버더빙한 실험적인 측면과 그레이트 아메리칸 송북으로의 회귀 및 카리브 제도에서 연주되던 장르와의 혼합으로 새로운 사운드를 만들어 낸 것으로 유명하다. 목소리 톤은 테너이며, 3옥타브 반을 넘나는 성량을 가지고 있던 닐슨은 큰 대중 콘서트를 열거나 정기 투어를 하지 않고도 상업적으로 큰 성공을 거두었던 몇 안 되는 팝 록 가수 중 하나로 꼽히고 있다. 닐슨이 노래에 사용한 기교와 작품에 투영한 반항적인 태도는 후대 인디 록 음악가들에게 시금석으로 여겨지고 있다.
브루클린에서 태어났던 닐슨은 가족의 궁핍한 재정 상황을 탈출하기 위해 청소년 때 로스앤젤레스로 떠났다. 그리고 은행에서 컴퓨터 프로그래머로 취직하였고, 그때 음악의 작곡 및 화음이 사용된 노래에 관심을 가지게 되었다. 이후에는 몽키스 등 다양한 음악가들이 자신의 곡을 녹음하는 데 성공하였다. 1967년에는 RCA 빅터를 통하여 LP “Pandemonium Shadow Show”로 데뷔를 하였고, 랜디 뉴먼과의 협업으로 1970년에 “Nilsson Sings Newman”을 발표하였으며, 이듬해에는 “The Points!”를 발매하였다. 닐슨의 음반 중 가장 상업적으로 큰 성공을 거둔 1971년 작 “Nilsson Schmilsson”에 수록된 ‘WIthout You’와 ‘Coconut’은 당해 톱 싱글 10에 들었다. 이외에도 1969년에 개봉한 영화 미드나잇 카우보이에 나왔던 ‘Everybody's Talkin’도 톱 싱글 10 안에 들어갔으며, 1968년에 발표한 ‘One’을 스리 도그 나이트가 이듬해에 리메이크한 버전도 미국 톱 10에 들었다.
1968년, 비틀즈는 언론과의 인터뷰에서 가장 좋아하는 미국의 그룹이 누구냐는 질문에 닐슨이라고 대답하였다. 닐슨은 가끔씩 "미국의 비틀즈"라고도 불렸으며, 존 레논과 링고 스타와 친분이 있었다. 1970년대에는 닐슨이 레논과 스타와 함께 할리우드 뱀파이어스 드링킹 클럽의 멤버인 것으로 널리 알려지고, 알코올에 중독되어 많은 사건에 연루되기도 하였다. 또한 1974년에는 협업 음반인 “Pussy Cats”을 만들었다. 1977년 이후, 닐슨은 RCA를 떠났고, 음악 판매량이 줄어들기 시작했다. 1980년, 존 레논이 총살된 후에는 총기 규제를 음악을 중단하는 캠페인을 벌이기도 하였다. 그 후부터 남은 여생은 산발적으로만 녹음을 진행하였다. 1994년, 마지막 음반인 “Losst and Founnd”(2019년 발매)를 녹음하던 중 심장마비로 사망하였다.
닐슨은 음악 산업 최초로 1971년 리믹스 음반인 “Aerial Pandemonium Ballet“을 발표하였고, 매시업한 노래인 ‘You Can't Do That’을 1967년에 발매하였다. 2015년에는 롤링 스톤이 선정한 "역사상 가장 위대한 송라이터 100명"에 62위로 선정되었다. 롤링 스톤은 닐슨을 "로스앤젤레스 스튜디오 사운드의 창시자이며, 60년대 후반의 바로크 사이키델릭 팝과 싱어송라이터가 두드러지는 70년대를 이어주는 중요한 다리 역할을 한다"고 묘사하였다. 미국 음반 산업 협회(RIAA)는 “Nilsson Schmilsson”과 1972년 작 “Son of Schmilsson”에 골드를 인증하였다. 또한 그래미 어워드에서 1970년과 1973년에 각각 최우수 컨템퍼러리 보컬 퍼포먼스 남자 부문에서 ‘Everybody's Talkin'’과 최우수 팝 보컬 퍼포먼스로 이름이 변경된 부문에서 ‘Without You’로 3년 만에 재수상하였다.

## 어린 시절
닐슨은 1941년 6월 15일 브루클린의 베드퍼드스타이베선트에서 태어났다. 친조부모는 스웨덴에서 서커스 공연과 댄서를 맡았으며, 특히 공중 발레(Aerial Ballet, 후에 닐슨 음반의 제목으로 사용된다)로 유명하였다. 외조부모는 닐슨의 어린 시절에 초석을 놓아주었다. 외할머니는 피아노를 연주하였으며, 외할아버지인 찰리는 브루클린의 제퍼슨가에 위치한 작은 아파트에서 가족을 지원해주었다. 아버지인 해리 에드워드 닐슨 주니어는 닐슨이 세 살때 가족을 버렸다. 이에 닐슨은 노래 ‘1941’의 오프닝 부분에 "1941년, 행복한 아버지는 아들을 낳았습니다. 그리고 1944년, 아버지는 문 밖으로 나갔습니다(Well, in 1941, the happy father had a son and by 1944, the father walked right out the door)"라는 가사를 넣었다.
닐슨의 ‘Daddy's Song’도 닐슨의 어릴 적 이야기를 노래하고 있다. 닐슨은 엄마인 베티와 여자 이부동생과 함께 자랐다. 남자 이부 동생인 드레이크는 캘리포니아와 뉴욕을 오가는 동안 가족과 친구들에게서 떨어졌고, 가끔씩 친척과 의붓아버지와 함께 살았다. 캘리포니아주 샌버너디노에서 정비공 일을 하였던 닐슨의 삼촌은 닐슨이 목소리와 음악 능력을 향상시킬 수 있도록 도와주었다. 그리고 아버지를 통해 이복형제가 네 명 있었다.
가족의 경제적인 어려운 상황으로 인해 닐슨을 어린 나이부터 일을 하러 다녀야 했고, 일터 중에는 로스앤젤레스에 있던 파라마운트 극장도 있었다. 1960년에 극장이 문을 닫은 후에는 9학년까지만 수료했음에도 은행에 자신이 고등학교를 졸업하였다고 속여 취업 신청을 하였다. 당시 은행에서는 컴퓨터가 많이 사용되기 시작했는데, 닐슨은 그런 컴퓨터 업무를 보는 데 소질이 있었다. 그래서 고등학교를 졸업하지 못했다는 소식이 들통났지만, 은행에서 퇴직을 만류하였고, 은행에서 좋은 실적을 보였다. 당시 닐슨은 밤에는 은행 컴퓨터로 일을 하고, 낮에는 노래를 만들거나 부르는 일상을 보냈다.

## 사생활
닐슨은 샌디맥타거트와 1964년 10월 24일에 결혼하였다. 둘 사이에서 아이를 낳지는 않았으며, 의붓아들인 스콧 로버츠가 있었다. 1967년에 이혼하였다. 이후 1969년 12월 31일 다이앤 클래트워시와 결혼하였다. 그 둘 사이에서는 2021년 3월 4일 대장암으로 사망한 잭 나인 닐슨이라는 이름의 아들을 낳았다. 이후 닐슨과 클래트워시는 1974년에 이혼하였다. 세 번째 부인은 1976년 8월 12일에 결혼한 우나 오키프이며, 이 둘은 닐슨이 사망하는 1994년 1월 15일까지 결혼 생활을 유지하면서, 6명의 아이를 가졌다.

## 디스코그래피
- Spotlight on Nilsson (1966)
- Pandemonium Shadow Show (1967)
- Aerial Ballet (1968)
- Skidoo (1968) (soundtrack)
- Harry (1969)
- Nilsson Sings Newman (1970)
- The Point! (1971) (정규 음반 겸 사운드트랙)
- Nilsson Schmilsson (1971)
- Son of Schmilsson (1972)
- A Little Touch of Schmilsson in the Night (1973)
- Son of Dracula (1974) (soundtrack)
- Pussy Cats (1974)
- Duit on Mon Dei (1975)
- Sandman (1976)
- ...That's the Way It Is (1976)
- Knnillssonn (1977)
- Flash Harry (1980)
- Popeye (1980) (사운드트랙)
- Losst and Founnd (2019)